# Jezioro Płużnickie
Jezioro Płużnickie – jezioro w woj. kujawsko-pomorskim, w powiecie wąbrzeskim, w gminie Płużnica, leżące na terenie Pojezierza Chełmińskiego.

## Dane morfometryczne
Powierzchnia zwierciadła wody wynosi 43,4 ha.
Zwierciadło wody położone jest na wysokości 90,4 m n.p.m. Średnia głębokość jeziora wynosi 1,0 m, natomiast głębokość maksymalna 1,7 m.
Na podstawie badań przeprowadzonych w 2005 roku wody jeziora zaliczono do II klasy czystości i poza kategorią podatności na degradację.
W roku 1994 wody jeziora zaliczono do wód pozaklasowych.

## Hydronimia
Według urzędowego spisu opracowanego przez Komisję Nazw Miejscowości i Obiektów Fizjograficznych (KNMiOF) nazwa tego jeziora to Jezioro Płużnickie.